# NGC 3195
NGC 3195（Caldwell 109）は、カメレオン座の惑星状星雲である。明るい惑星状星雲の中では最も南に位置しており、北半球からは見ることができない。1835年、ジョン・ハーシェルによって発見された。
わずかに楕円で視直径40秒×35秒の大きさは、口径10.5cmの望遠鏡で低倍率で見ることができる。分光法により、NGC3195は秒速17kmで地球に近づいており、また星雲は秒速40kmで広がっていることが判明している。中心星の等級は15.3Vまたは16.1Bとして記載されており、眼視で観測することはできない。地球からの距離は約1.7キロパーセクだと推定されている。